# دودکی (شهرستان اوک)
دودکی (به لهستانی:  Dudki) یک روستا در لهستان است که در گمینا کالینووو واقع شده‌است.